# Iva Gelašvili
Iva Gelašvili (* 8. dubna 2001, Tbilisi) je gruzínský fotbalový obránce hrající za řecký klub Panserraikos FC a gruzínský národní tým.

## Klubová kariéra
Gelašvili s fotbalem začal v pražském ABC Braník, v 10 letech se stěhoval do Bohemians. V roce 2016 přestoupil do Sparty. Zde působil v juniorských týmech do léta 2020, kdy začal dostávat příležitosti ve třetiligovém B týmu. Ve třetí lize debutoval 5. září 2020 proti Benešovu. Pravidelně střídal utkání, kdy nastupoval v základní sestavě, a kdy střídal na závěrečných 10 minut. V podzimní části sezony 2020/21 nasbíral 7 startů, více ve své první sezoně nemohl odehrát, jelikož byla třetí liga kvůli covidu-19 nejprve přerušena a následně kompletně zrušena; Sparta B jako nejlepší celek odehrané části postoupila do 2. ligy. V té debutoval 24. července 2021 proti Chrudimi. Od 10. kola začal nastupoval v základní sestavě. První gól vstřelil 31. října Dukle (výhra 5:1).

## Reprezentační kariéra
Gelašvili je gruzínským mládežnickým reprezentantem. V kategorii do 17 let si připsal celkem 19 startů; dalších 12 startů přidal v kategorii do 19 let. Na kontě má i tři zápasy do 21 let.